# Volleyball World Beach Pro Tour 2023
Il Volleyball World Beach Pro Tour 2023 è la seconda edizione del circuito professionistico di beach volley organizzato dalla Fédération Internationale de Volleyball (FIVB) per la stagione 2023. È iniziato il 1º febbraio e si concluderà il 10 dicembre 2023 con le Finals, a cui saranno ammesse le 10 migliori coppie al mondo.

## Calendario
Legenda
| Campionati mondiali   |
| Beach Pro Tour Finals |
| Elite 16              |
| Challenge             |
| Future                |

### Uomini
| Torneo                                                                           | Campioni                                              | Finalisti                        | Terzo posto                                          | Quarto posto                       |
| -------------------------------------------------------------------------------- | ----------------------------------------------------- | -------------------------------- | ---------------------------------------------------- | ---------------------------------- |
| Doha Elite 16 Doha, Qatar 150 000 $ 1–5 febbraio 2023                            | Anders Mol Christian Sørum 21-19, 21-19               | David Åhman Jonatan Hellvig      | Alex Ranghieri Adrian Carambula 22-20, 22-20         | Bartosz Łosiak Michal Bryl         |
| La Paz Challenge La Paz, Messico 75 000 $ 16–19 marzo 2023                       | Pablo Herrera Adrián Gavira 21-17, 15-21, 15-12       | Stefan Boermans Yorick de Groot  | Robin Seidl Moritz Pristauz 21-16, 26-24             | Evandro Oliveira Arthur Lanci      |
| Mt. Maunganui Beach Future Mt. Maunganui, Nuova Zelanda 5 000 $ 16–19 marzo 2023 | Ha Likejiang Wu Jiaxin 21-17, 21-13                   | Sam O'Dea Ben O'Dea              | David McKienzie Benjamin Vaught 21-14, 21-11         | Thomas Hartles Thomas Heijs        |
| Tepic Elite 16 Tepic, Messico 150 000 $ 22–26 marzo 2023                         | David Åhman Jonatan Hellvig 21-16, 21-15              | Anders Mol Christian Sørum       | Clemens Wickler Nils Ehlers 24-22, 21-16             | Stefan Boermans Yorick de Groot    |
| Coolangatta Future Coolangatta, Australia 5 000 $ 29 marzo–2 aprile 2023         | Ha Likejiang Wu Jiaxin 21-9, 25-23                    | Pithak Tipjan Poravid Taovato    | Jordan Hoppe Charles Siragusa 18-21, 21-14, 15-12    | Simon Kulzer Bennet Poniewaz       |
| Tahiti Future Tahiti, Polinesia francese 5 000 $ 4–8 aprile 2023                 | Tiziano Andreatta Andrea Abbiati 21-13, 21-13         | Kensuke Shōji Jumpei Ikeda       | Simon Kulzer Bennet Poniewaz 21-16, 21-14            | Jake Urrutia Ian Satterfield       |
| Itapema Challenge Itapema, Brasile 75 000 $ 6–9 aprile 2023                      | George Wanderley André Stein 21-16, 21-13             | Youssef Krou Arnaud Gauthier-Rat | Hendrik Mol Mathias Berntsen 21-19, 21-17            | Noslen Díaz Jorge Luis Alayo       |
| Saquarema Challenge Saquarema, Brasile 75 000 $ 13–16 aprile 2023                | Evandro Oliveira Arthur Lanci 18-21, 21-12, 15-13     | Chase Budinger Miles Evans       | Julian Hörl Alexander Horst 14-21, 21-15, 15-10      | Miles Partain Andrew Benesh        |
| Satun Future Satun, Thailandia 5 000 $ 20–23 aprile 2023                         | Philipp Huster Simon Pfretzschner 18-21, 21-17, 15-13 | Paul Henning Sven Winter         | Samuel Cattet Olivier Barthélémy 16-21, 21-16, 17-15 | Dmitrij Jakovlev Sergej Bogatu     |
| Uberlândia Elite 16 Uberlândia, Brasile 150 000 $ 26–30 aprile 2023              | Ondřej Perušič David Schweiner 21-19, 15-21, 15-11    | Anders Mol Christian Sørum       | Bartosz Łosiak Michal Bryl 21-19, 21-23, 15-9        | Steven van de Velde Matthew Immers |
| Madrid Future Madrid, Spagna 5 000 $ 11–14 maggio 2023                           | Javier Huerta Alejandro Huerta 17-21, 21-16, 15-9     | Paul Henning Sven Winter         | Li Jie Wang Yanwei 21-18, 21-16                      | Maximilian Just Lui Wüst           |
| Ostrava Elite 16 Ostrava, Repubblica Ceca 150 000 $ 31 maggio–4 giugno 2023      | Anders Mol Christian Sørum 21-15, 19-21, 15-12        | Cherif Younousse Ahmed Tijan     | Miles Partain Andrew Benesh 21-14, 21-17             | Ondřej Perušič David Schweiner     |
| Lecce Future Lecce, Italia 5 000 $ 8–11 giugno 2023                              |                                                       |                                  |                                                      |                                    |
| Jūrmala Challenge Jūrmala, Lettonia 75 000 $ 15–18 giugno 2023                   |                                                       |                                  |                                                      |                                    |
| Lille Future Lilla, Francia 5 000 $ 15–18 giugno 2023                            |                                                       |                                  |                                                      |                                    |
| Ios Future Io, Grecia 5 000 $ 22–25 giugno 2023                                  |                                                       |                                  |                                                      |                                    |
| Gstaad Elite 16 Gstaad, Svizzera 150 000 $ 5–9 luglio 2023                       |                                                       |                                  |                                                      |                                    |
| Espinho Challenge Espinho, Portogallo 75 000 $ 13–16 luglio 2023                 |                                                       |                                  |                                                      |                                    |
| Leuven Future Lovanio, Belgio 5 000 $ 13–16 luglio 2023                          |                                                       |                                  |                                                      |                                    |
| Edmonton Challenge Edmonton, Canada 75 000 $ 20–23 luglio 2023                   |                                                       |                                  |                                                      |                                    |
| Montréal Elite 16 Montréal, Canada 150 000 $ 26–30 luglio 2023                   |                                                       |                                  |                                                      |                                    |
| Mysłowice Future Mysłowice, Polonia 5 000 $ 27–30 luglio 2023                    |                                                       |                                  |                                                      |                                    |
| Monta Club Future Varsavia, Polonia 5 000 $ 10–13 agosto 2023                    |                                                       |                                  |                                                      |                                    |
| Hamburg Elite 16 Amburgo, Germania 150 000 $ 16–20 agosto 2023                   |                                                       |                                  |                                                      |                                    |
| Bujumbura Future Bujumbura, Burundi 5 000 $ 17–20 agosto 2023                    |                                                       |                                  |                                                      |                                    |
| Qidong Future Qidong, Cina 5 000 $ 17–20 agosto 2023                             |                                                       |                                  |                                                      |                                    |
| Baden Future Baden, Austria 5 000 $ 23–27 agosto 2023                            |                                                       |                                  |                                                      |                                    |
| Wilanów Future Varsavia, Polonia 5 000 $ 31 agosto–3 settembre 2023              |                                                       |                                  |                                                      |                                    |
| Paris Elite 16 Parigi, Francia 150 000 $ 27 settembre–1º ottobre 2023            |                                                       |                                  |                                                      |                                    |
| Campionati mondiali Tlaxcala, Messico 500 000 $ 6–15 ottobre 2023                |                                                       |                                  |                                                      |                                    |
| Maldives Challenge Nalaguraidhoo, Maldive 75 000 $ 26–29 ottobre 2023            |                                                       |                                  |                                                      |                                    |
| Hainan Challenge Hainan, Cina 75 000 $ 2–5 novembre 2023                         |                                                       |                                  |                                                      |                                    |
| Dubai Elite 16 Dubai, Emirati Arabi Uniti 150 000 $ 8–12 novembre 2023           |                                                       |                                  |                                                      |                                    |
| Australia Elite 16 Australia 150 000 $ 22–26 novembre 2023                       |                                                       |                                  |                                                      |                                    |
| Philippines Challenge Filippine 75 000 $ 30 novembre–3 dicembre 2023             |                                                       |                                  |                                                      |                                    |
| Finals Doha, Qatar 800 000 $ 7–10 dicembre 2023                                  |                                                       |                                  |                                                      |                                    |

### Donne
| Torneo                                                                           | Campionesse                                                  | Finaliste                                | Terzo posto                                                  | Quarto posto                       |
| -------------------------------------------------------------------------------- | ------------------------------------------------------------ | ---------------------------------------- | ------------------------------------------------------------ | ---------------------------------- |
| Doha Elite 16 Doha, Qatar 150 000 $ 1–5 febbraio 2023                            | Katja Stam Raïsa Schoon 20-22, 21-14, 15-11                  | Nina Brunner Tanja Hüberli               | Taliqua Clancy Mariafe Artacho del Solar 12-21, 21-15, 15-10 | Anastasija Samoilova Tīna Graudiņa |
| La Paz Challenge La Paz, Messico 75 000 $ 16–19 marzo 2023                       | Kristen Nuss Taryn Kloth 21-16, 21-13                        | Savannah Simo Toni Rodriguez             | Tainá Silva Victória Lopes 21-17, 21-18                      | Dorina Klinger Ronja Klinger       |
| Mt. Maunganui Beach Future Mt. Maunganui, Nuova Zelanda 5 000 $ 16–19 marzo 2023 | Shaunna Polley Alice Zeimann 21-14, 21-12                    | Olivia MacDonald Julia Tilley            | Shanice Marcelle Lea Monkhouse 21-16, 21-18                  | Darby Dunn Olivia Furlan           |
| Tepic Elite 16 Tepic, Messico 150 000 $ 22–26 marzo 2023                         | Sara Hughes Kelly Cheng 21-14, 15-21, 15-10                  | Eduarda Santos Lisboa Ana Patrícia Ramos | Taliqua Clancy Mariafe Artacho del Solar 16-21, 21-17, 19-17 | Marta Menegatti Valentina Gottardi |
| Coolangatta Future Coolangatta, Australia 5 000 $ 29 marzo–2 aprile 2023         | Jana Milutinovic Stefanie Fejes 22-20, 21-11                 | Georgia Johnson Jasmine Fleming          | Majabelle Lawac Sherysyn Toko 24-22, 16-21, 15-6             | Darby Dunn Olivia Furlan           |
| Itapema Challenge Itapema, Brasile 75 000 $ 6–9 aprile 2023                      | Xue Chen Xia Xinyi 21-18, 21-17                              | Carolina Solberg Salgado Bárbara Seixas  | Terese Cannon Sarah Sponcil 21-16, 21-17                     | Esmée Böbner Zoé Vergé-Dépré       |
| Saquarema Challenge Saquarema, Brasile 75 000 $ 13–16 aprile 2023                | Valentina Gottardi Marta Menegatti 18-21, 25-23, 15-11       | Tainá Silva Victória Lopes               | Andressa Cavalcanti Vitória de Souza 19-21, 21-12, 15-9      | Monika Paulikienė Ainė Raupleytė   |
| Satun Future Satun, Thailandia 5 000 $ 20–23 aprile 2023                         | Nicole Laird Brittany Kendall 12-21, 21-14, 15-9             | Ieva Vasiliauskaitė Erika Kliokmanaitė   | Valerie Dvorníková Anna Pospíšilová 21-18, 21-19             | Dhita Juliana Desi Ratnasari       |
| Uberlândia Elite 16 Uberlândia, Brasile 150 000 $ 26–30 aprile 2023              | Kristen Nuss Taryn Kloth 16-21, 24-22, 15-13                 | Taliqua Clancy Mariafe Artacho del Solar | Eduarda Santos Lisboa Ana Patrícia Ramos 21-16, 21-13        | Sara Hughes Kelly Cheng            |
| Madrid Future Madrid, Spagna 5 000 $ 18–21 maggio 2023                           | Liliana Fernández Paula Soria 17-21, 21-19, 16-14            | Diana Lunina Tetjana Lazarenko           | Muriel Bossart Shana Zobrist 21-16, 21-13                    | Wies Bekhuis Desy Poiesz           |
| Ostrava Elite 16 Ostrava, Repubblica Ceca 150 000 $ 31 maggio–4 giugno 2023      | Eduarda Santos Lisboa Ana Patrícia Ramos 17-21, 21-14, 15-12 | Terese Cannon Sarah Sponcil              | Melissa Humana-Paredes Brandie Wilkerson 21-16, 21-14        | Nina Brunner Tanja Hüberli         |
| Lecce Future Lecce, Italia 5 000 $ 8–11 giugno 2023                              |                                                              |                                          |                                                              |                                    |
| Tuan Chau - Ha Long Future Hạ Long, Vietnam 5 000 $ 31 agosto–3 settembre 2023   |                                                              |                                          |                                                              |                                    |
| Jūrmala Challenge Jūrmala, Lettonia 75 000 $ 15–18 giugno 2023                   |                                                              |                                          |                                                              |                                    |
| Lille Future Lilla, Francia 5 000 $ 15–18 giugno 2023                            |                                                              |                                          |                                                              |                                    |
| Ios Future Io, Grecia 5 000 $ 22–25 giugno 2023                                  |                                                              |                                          |                                                              |                                    |
| Gstaad Elite 16 Gstaad, Svizzera 150 000 $ 5–9 luglio 2023                       |                                                              |                                          |                                                              |                                    |
| Espinho Challenge Espinho, Portogallo 75 000 $ 13–16 luglio 2023                 |                                                              |                                          |                                                              |                                    |
| Leuven Future Lovanio, Belgio 5 000 $ 13–16 luglio 2023                          |                                                              |                                          |                                                              |                                    |
| Edmonton Challenge Edmonton, Canada 75 000 $ 20–23 luglio 2023                   |                                                              |                                          |                                                              |                                    |
| Montréal Elite 16 Montréal, Canada 150 000 $ 26–30 luglio 2023                   |                                                              |                                          |                                                              |                                    |
| Mysłowice Future Mysłowice, Polonia 5 000 $ 27–30 luglio 2023                    |                                                              |                                          |                                                              |                                    |
| Monta Club Future Varsavia, Polonia 5 000 $ 10–13 agosto 2023                    |                                                              |                                          |                                                              |                                    |
| Hamburg Elite 16 Amburgo, Germania 150 000 $ 16–20 agosto 2023                   |                                                              |                                          |                                                              |                                    |
| Bujumbura Future Bujumbura, Burundi 5 000 $ 17–20 agosto 2023                    |                                                              |                                          |                                                              |                                    |
| Qidong Future Qidong, Cina 5 000 $ 17–20 agosto 2023                             |                                                              |                                          |                                                              |                                    |
| Baden Future Baden, Austria 5 000 $ 23–27 agosto 2023                            |                                                              |                                          |                                                              |                                    |
| Paris Elite 16 Parigi, Francia 150 000 $ 27 settembre–1º ottobre 2023            |                                                              |                                          |                                                              |                                    |
| Campionati mondiali Tlaxcala, Messico 500 000 $ 6–15 ottobre 2023                |                                                              |                                          |                                                              |                                    |
| Maldives Challenge Nalaguraidhoo, Maldive 75 000 $ 26–29 ottobre 2023            |                                                              |                                          |                                                              |                                    |
| Hainan Challenge Hainan, Cina 75 000 $ 2–5 novembre 2023                         |                                                              |                                          |                                                              |                                    |
| Dubai Elite 16 Dubai, Emirati Arabi Uniti 150 000 $ 8–12 novembre 2023           |                                                              |                                          |                                                              |                                    |
| Australia Elite 16 Australia 150 000 $ 22–26 novembre 2023                       |                                                              |                                          |                                                              |                                    |
| Philippines Challenge Filippine 75 000 $ 30 novembre–3 dicembre 2023             |                                                              |                                          |                                                              |                                    |
| Finals Doha, Qatar 800 000 $ 7–10 dicembre 2023                                  |                                                              |                                          |                                                              |                                    |